# Hexatoma (Eriocera) commutabilis commutabilis
Hexatoma (Eriocera) commutabilis commutabilis is een ondersoort van de tweevleugelige Hexatoma (Eriocera) commutabilis uit de familie steltmuggen (Limoniidae). De ondersoort komt voor in het Afrotropisch gebied.